# Teddy girl/Dormi piccino
Teddy girl/Dormi piccino è il quinto singolo de I Due Corsari, pubblicato dalla Dischi Ricordi nel 1960.

## Il disco
I due brani rock and roll saranno inseriti nella raccolta del duo Giorgio Gaber e Enzo Jannacci pubblicata nel 1972.
In entrambe le canzoni i cantanti sono accompagnati dal complesso Rolling Crew.

## Teddy Girl
Inserita anche nell'EP pubblicato dai due artisti nel febbraio 1960, era stata già incisa l'anno precedente da Adriano Celentano su 45 giri e su EP.

## Tracce
Edizioni musicali Dischi Ricordi.
Lato A
1. Teddy Girl (testo: Luciano Beretta – musica: Ezio Leoni)

Lato B
1. Dormi piccino (testo: Umberto Simonetta – musica: Mario Bertolazzi)